# Ansemil (Pontevedra)
Ansemil (oficialmente San Pedro de Ansemil) es una parroquia española del municipio pontevedrés de Silleda, en la comunidad autónoma de Galicia.

## Historia
Hacia mediados del siglo XIX, la parroquia tenía contabilizada una población de 130 habitantes. Aparece descrita en el segundo volumen del Diccionario geográfico-estadístico-histórico de España y sus posesiones de Ultramar de Pascual Madoz con las siguientes palabras:

ANSEMIL (San Pedro de): felig. en la prov. de Pontevedra (10 leg.), dióc. de Lugo (11), part. jud. de Lalin (2), y ayunt. de Chapa: sit. á la márg. izq. del r. Deva, en terreno llano, de libre ventilacion y clima bastante saludable: tiene 40 casas, de mediana fáb., repartidas en insignificantes ald.; la igl. parr, (San Pedro) está servida por un curato de entrada y patronato real y ecl.: el térm. confina por N. con el de Martije, por E. con el de Sta. María de Carboeiro, por el S. con el de Santiago de Bréija, y por O. con el citado de San Cristóbal de Martije: el terreno, en lo general llano, participa de monte y prados; la parte cultivada disfruta de algun riego de varias fuentes, y de las aguas del Deva, el cual da impulso á tres molinos harineros: los caminos son locales y malos, y el correo se recibe por la cap. del part.: prod. trigo, centeno, maiz, lino, patatas, hortaliza y frutas: cria ganado vacuno, de cerda, lanar y cabrío: ind., tejidos de lienzos ordinarios, y los mencionados molinos: pobl., 26 vec., 130 alm.: contr. con su ayunt. (V.)
(Madoz, 1845, p. 324)

En la actualidad, pertenece al municipio de Silleda. En 2022, tenía empadronados 53 habitantes.

## Patrimonio

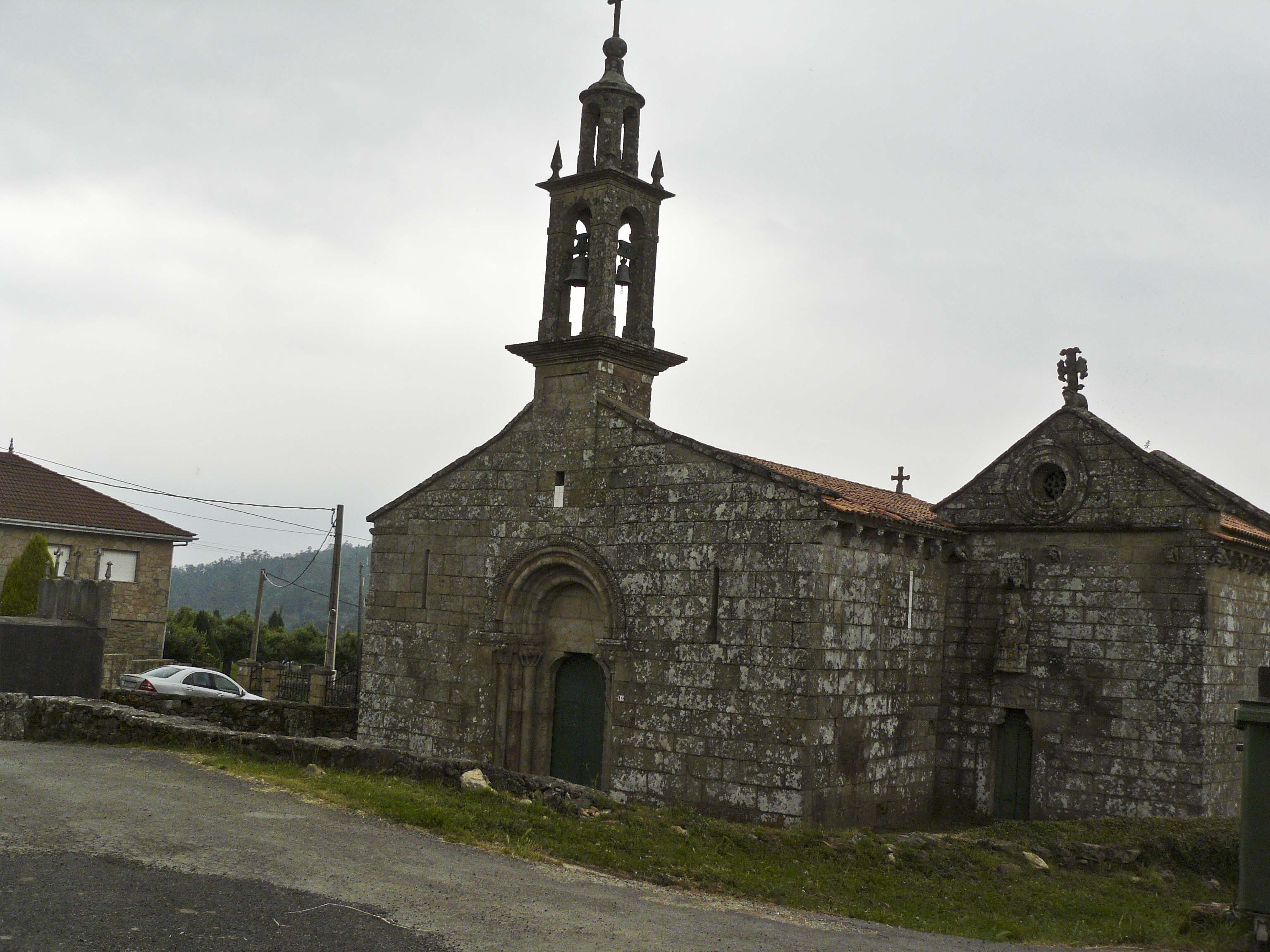
Vista de la iglesia parroquial

Hay en el lugar una iglesia parroquial de San Pedro.